# Stegastes diencaeus
 (décembre 2016).
Améliorez-le ou discutez des points à vérifier. 
Espèce
Synonymes
- Stegastes mellis (Emery & Burgess, 1974)[1]

Statut de conservation UICN

 LC  : Préoccupation mineure
Stegastes diencaeus est une espèce de poissons-demoiselles de la famille des Pomacentridae.

## Systématique
L'espèce Stegastes diencaeus a été initialement décrite en 1897 par les ichtyologistes américains David Starr Jordan (1851-1931) et Cloudsley Louis Rutter (d) (1862-1903) sous le protonyme d’Eupomacentrus diencaeus.

## Répartition et habitat
Ce poisson est très courant dans la zone tropicale de l'Atlantique nord qui comprend les Caraïbes, la Floride, les Bahamas et le Golfe du Mexique. Il apprécie les zones rocheuses et les récifs où il vit entre 2 et 5 m de profondeur (avec 45 m de profondeur maximale observée).

## Description
Stegastes diencaeus peut mesurer jusqu'à 125 mm. Stegastes diencaeus présente deux stades matérialisés par des motifs et couleurs bien différents :
- au stade juvénile, Stegastes diencaeus est jaune avec le dos  bleu électrique. Vu de plus près, on s'aperçoit que ces couleurs bleues dessinent des rayures horizontales principalement en haut de la tête. Sur sa nageoire dorsale, il porte un rond noir entouré de bleu ;
- au stade adulte, le poisson est uniformément brun-verdâtre, avec une très légère bordure bleue sur ses nageoires anale et dorsale.

Au stade juvénile, Stegastes diencaeus pourrait être confondu avec Stegastes leucostictus tant leurs couleurs sont proches. Toutefois leurs nageoires dorsales permet de les différencier. Celle de Stegastes diencaeus possède une large tache noire cerclée de bleu tandis que celle de Stegastes leucostictus ne porte qu'un léger petit point noir.

## Comportement
Stegastes diencaeus est plutôt solitaire et n'hésite pas a chasser les intrus de son territoire qu'il garde parfois avec une certaine agressivité. Stegastes diencaeus laisse toutefois les crevettes de l'espèce Mysidium integrum entrer sur son territoire, ces dernières contribuant à fertiliser passivement via leurs déjections les champs d'algues desquels Stegastes diencaeus se nourrit. Les auteurs de l'étude ont remarqué que les poissons accueillant des crevettes montraient des signes d'une meilleure santé physique que ceux dont le territoire en était dépourvu, et en concluent qu'il s'agit d'un cas de domestication animale issue d'une relation commensale entre les deux espèces.